# Хейзлмир
Хе́йзлмир, также Хе́йзелмер, Хэ́йзелмир, Ха́слмир, Ха́слемир или Ха́слмер (англ. Haslemere /ˈheɪzəlmɪər/) — город в неметрополитенском районе (англ. non-metropolitan district) Уэ́верли со статусом боро в графстве Суррей, Англия. Расположен на границе с графствами Хэмпшир и Западный Сассекс в 15 км от города Гилфорд. Это самый южный город в графстве Суррей.
Город находится к востоку от шоссе A3 (англ.), главной дороги между Лондоном и Портсмутом.

## История

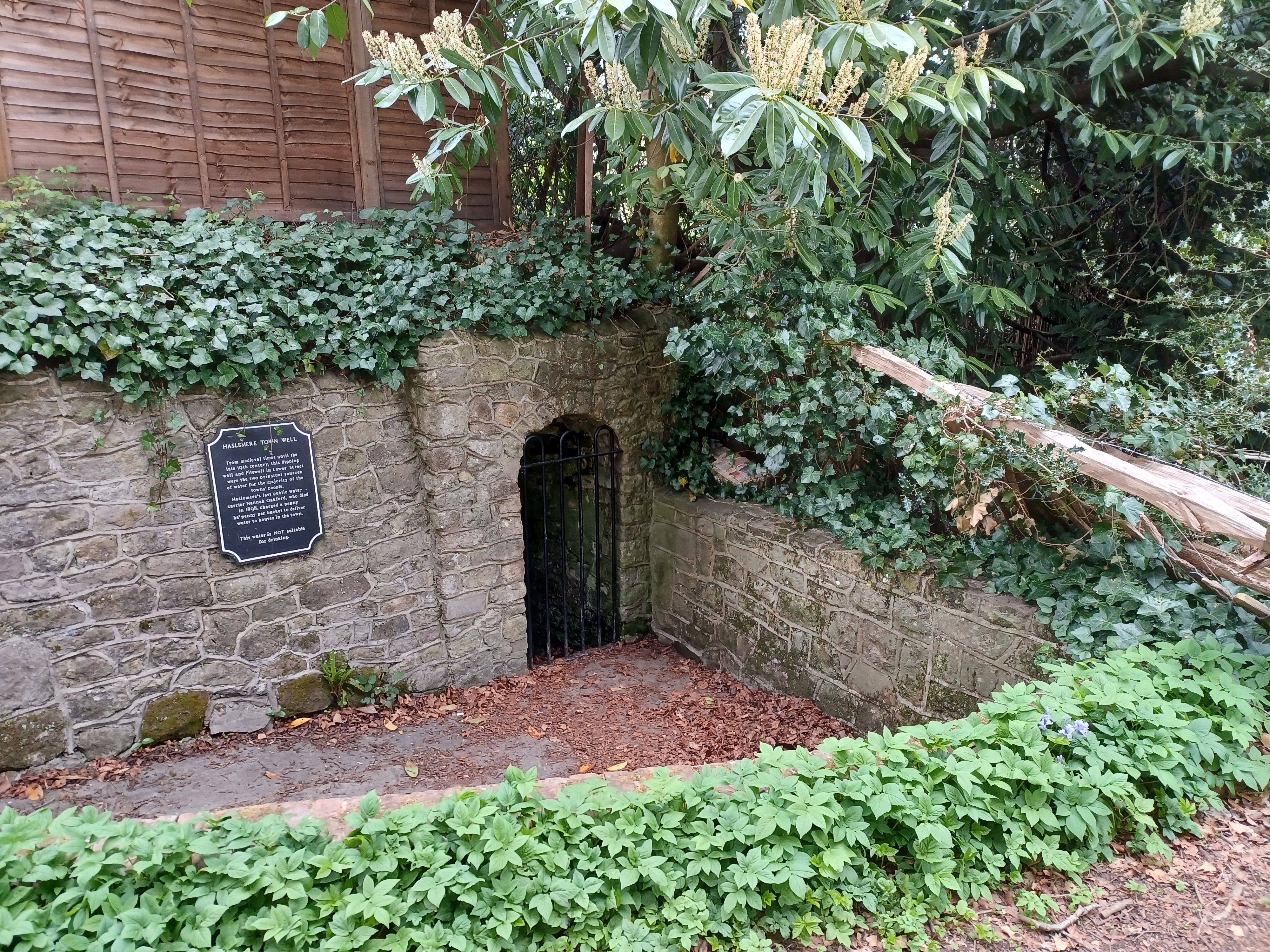
Городской колодец (Town Well) — один из старых колодцев в конце улицы Уэл-лэйн (Well Lane)

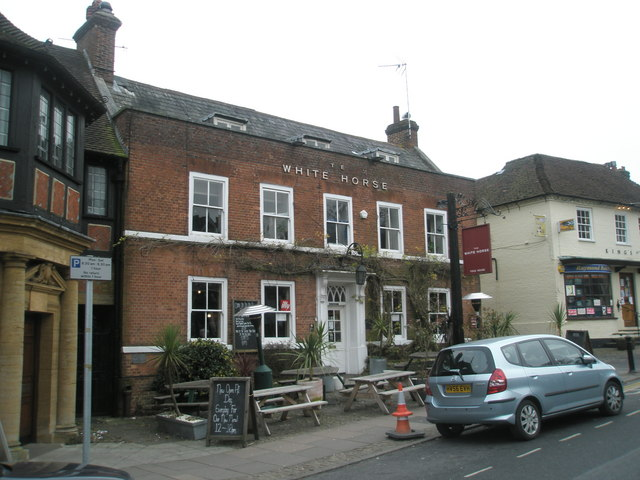
«Белая лошадь» (The White Horse) — один из городских пабов

Наиболее ранняя запись о Хейзлмире как об округе Годалминга сделана в 1221 году. Название происходит от англоязычного названия орешника — «hazel» (хейзл), растущего на берегу пруда миэр. Озера ныне, больше не существует, но на Уэст-стрит имеется природный источник, на месте которого могло образоваться озеро.

## Знаменитые люди, жившие в Хейзлмире
Генерал Джеймс Оглторп (1696—1785), основавший колонию Джорджия в Британской Северной Америке, был членом парламента от Хейзлмира с 1722 по 1754 годы.
Альфред, лорд Теннисон (1809—1892) с 1869 года большую часть времени жил и работал в Блэкдауне (Blackdown), в поместье «Олдворт Хаус» (Aldworth House) рядом с Хейзлмиром, где и умер 1892 году. Теннисон любил долгие лесные прогулки к часто посещал так называемый «Храм ветров» в Блэкдауне.
Джон Тиндаль (1820—1893) после ухода на пенсию, в 1885 году, поселился в Хейзлемире. Он был выдающимся физиком, альпинистом и педагогом, и впервые установил радиационные свойства различных парниковых газов. Имя Тиндаля присвоено кратеру на обратной стороне Луны. Похоронен в приходском храме Сент-Бартольме, Хейзлемир
Арнольд Долмеч (1858—1940), родившийся во Франции, музыкант и инструментальный мастер, проведший большую часть своей жизни в Англии, организовал мастерскую по изготовлению инструментов в Хейзлмире.
Артур Конан Дойль (1859—1930), создатель Шерлока Холмса, во второй половине 1896 года жил в Хейзлмире, в доме под названием Grayswood Beeches. В начале 1897 года он перебрался в близлежащую деревню Хиндхед (англ.).
Маргарет Месси Хатчинсон (1904—1997), педагог, натуралист и писательница, внучка Джонатана Хатчинсона, жила и работала в Хейзлмире.
Рейчел Портман, композитор, известная по музыке к кинофильмам, родилась в Хейзлмире в 1960 году.